# Albert Schmalz

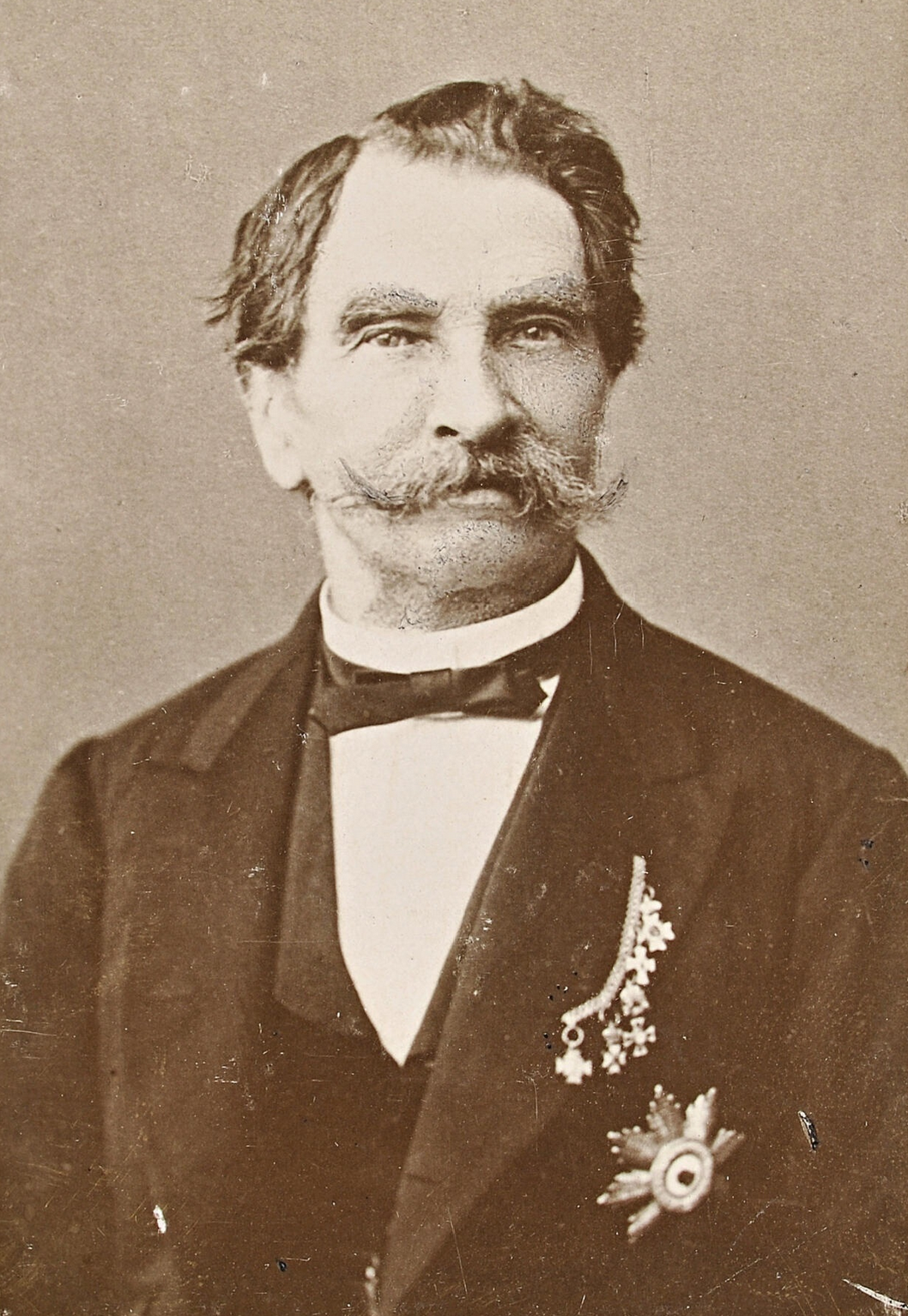
Ludwig Albert Schmalz

Ludwig Albert Schmalz (* 9. August 1802 in Eisenberg bei Moritzburg; † 1. Juli 1894 in Dresden) war ein sächsischer Generalleutnant.

## Leben

### Herkunft
Ludwig Albert entstammte der sächsischen Familie Schmalz. Er war ein Sohn des Beamten Carl Gottfried Schmalz und dessen Ehefrau. Seine Brüder waren der Obersteuerinspektor Carl Oswald Schmalz und der Gerichtsamtmann Carl Ludwig Schmalz. Durch seine Heirat bekam er einen Sohn, Kurt Schmalz, welcher ebenfalls eine militärische Karriere einschlug, 1894 als von Schmalz geadelt wurde und als Generalleutnant in den Ruhestand gang. Sein Enkel war der sächsische Oberst Arndt von Schmalz.

### Karriere
Albert Schmalz besuchte die Fürstenschule St. Afra in Meißen und wechselte ab 1817 in das Kadettenhaus sowie die Artillerieschule der sächsischen Armee, wo er nach langjähriger Erziehung am 22. September 1823 als Stückjunker der reitenden Abteilung des Artillerie-Regiments zugeteilt wurde. Am 9. Dezember des Jahres wurde er bei der ersten Kompanie des Regiments zum aggregierten Leutnant befördert, wobei er 1825 das Patent zu diesem Rang erhielt. 
Er durchlief in den folgenden Jahren eine gewöhnliche militärische Laufbahn, wobei er am 16. April 1833 zum Oberleutnant beim Garde-Reiter-Regiment avancierte und 1834 zum Adjutanten der reitenden Brigade ernannt wurde. Nach langjähriger Tätigkeit wurde er am 27. März 1841 zum Hauptmann unter gleichzeitiger Verwendung als Batteriechef der 1. reitenden Batterie befördert, wobei er die nächsten Jahre in dieser Eigenschaft verbrachte und am 17. Dezember 1848 zum aggregierten Major und Stabsoffizier befördert wurde. Das Patent zu diesem Rang erhielt er am 27. September 1849, wobei er sich im selben Jahr auch an der Bekämpfung des Dresdner Maiaufstand beteiligte. Ab 1850 verrichtete er seinen Dienst im Oberkommando der reitenden Brigade, wobei er 1852 zum Oberstleutnant avancierte. Nach weiteren Jahren in dieser Dienststellung wurde er unter weiterer Beförderung zum Oberst am 1. Juni 1861 am 31. Juli desselben Jahres zum Regimentskommandeur des Fußartillerieregiments ernannt. Am 23. Juli 1865 erfolgte schließlich seine Beförderung zum Generalmajor und als Nachfolger des Generals Julius Anton Törmer zum Kommandanten des sächsischen Artillerie-Korps. Nach Ausbruch des Krieges gegen Preußen führte er seinen Verband an die Front und fand in dieser Stellung als Artilleriedirektor bei dem Kommando des mobilen Armeekorps Verwendung. Er wurde innerhalb des Konfliktes mit dem Ritterkreuz des Militär-St.-Heinrichs-Ordens ausgezeichnet. Nach anschließender Niederlage des Königreich Sachsen wurde er im Dezember des Jahres noch zum Generalleutnant befördert und mit der Neuorganisation der sächsischen Artillerie beauftragt. Unter seiner Leitung wurden schließlich zwei Artillerie-Regimenter gebildet, wobei er schließlich am 7. November 1868 unter Genehmigung seines Abschiedsgesuches zur Disposition gestellt und mit dem Großkreuz des Albrechtsordens ausgezeichnet wurde.